# Nathan Myhrvold
Nathan Paul Myhrvold (Seattle, 3 de agosto de 1959) es un físico, matemático, inventor, diseñador y cocinero estadounidense. Es co-inventor en más de 800 otras patentes en Estados Unidos.

## Formación
Myhrvold nació en Seattle, Washington. Sus capacidades le permitieron comenzar la universidad a los 14 años. Estudió matemáticas, geofísica y física del espacio en la UCLA. Durante su periodo universitario recibió una beca de la Fundación Hertz para poder realizar estudios de posgrado. Gracias a esta, se trasladó a la Universidad de Princeton, donde estudió un máster en economía matemática y realizó un doctorado en física teórica y matemática. Posteriormente, y mediante una beca postdoctoral, pudo colaborar bajo la dirección de Stephen Hawking en la Universidad de Cambridge investigando acerca de la teoría cuántica de campos en el espacio-tiempo curvo y en teorías de la gravitación.

## Vida profesional
Tras dicha experiencia, regresó a Estados Unidos, instalándose en Oakland, donde cofundó una pequeña empresa de ordenadores llamada Dynamical Systems Research Inc. En 1986 la compañía Microsoft compró DSR, lo que condujo a que Myhrvold comenzase a trabajar en la empresa creada por Bill Gates durante 13 años. Ocupó diversos cargos ejecutivos, culminando en su nombramiento como primer director de tecnología de la compañía en 1996.
En 2000 Myhrvold se desvinculó de Microsoft y cofundó Intellectual Ventures, un desarrollador y corredor de cartera de patentes en las áreas de tecnología y energía, que en la actualidad ha adquirido más de 30.000 patentes. Myhrvold ha señalado que el objetivo de Intellectual Ventures es el de ayudar a crear un mercado para valores respaldados por patentes.

## Ciencia
En paralelo al mundo empresarial, Myhrvold ha seguido vinculado al campo de la ciencia a través de estudios e investigaciones que han profundizado en campos tales como la paleobiología o la astronomía, entre otros, siendo recogidos en medios como Science, Nature, Physical Review o Scientific American.

## Cocina
Myhrvold comenzó sus estudios de cocina en la École de Cuisine La Varenne, en Francia, a la vez que seguía trabajando y ejerciendo como director del área de tecnología de Microsoft. En este periodo decidió desvincularse de la compañía para centrarse en este campo creativo. Desde entonces ha adquirido reconocimiento como cocinero, principalmente gracias a un libro de recetas titulado Modernist Cuisine: The Art and Science of Cooking, aparecido en 2011, y que ha obtenido el beneplácito de la crítica.